# Flažolet (hudební nástroj)
Flažolet je dřevěný dechový nástroj, který se řadí do rodiny zobcových fléten. Jeho vynalezení se připisuje sieuru Juvigny v roce 1581. Tento nástroj existuje ve dvou podobách: Francouzský, mající čtyři prstové dírky navrchu a dvě palcové dírky vespod; a anglický, mající šest prstových dírek svrchu a někdy jednu palcovou dírku vespod. Druhý jmenovaný byl vyvinut anglickým výrobcem nástrojů Williamem Bainbridgem v roce 1803, výsledkem byl „vylepšený anglický flažolet“. Existují také dvojité nebo trojité flažolety, mající dvě, resp. tři těla, které byly použity jako drony nebo pro hru protimelodie. Flažolety byly vyráběny až do 19. století, kdy byly nahrazeny levnějšími a snáze vyrobitelnými irskými píšťalkami
Flažolety se velmi měnily během posledních 400 let. První flažolety byly nazývány „francouzský flažolet“ a měly čtyři prstové dírky vpředu a dvě palcové dírky vzadu. Na tento nástroj hráli Hector Berlioz, Frédéric Chalon, Samuel Pepys, a Robert Louis Stevenson. Henry Purcell a George Frideric Handel pro něj napsali některé party. Rané sbírky manuskriptů 'Lessons for the Flajolet', datovaných okolo roku 1676, jsou uchovány v Britské knihovně.
Malé verze tohoto nástroje, zvané „ptačí flažolet“, byly také vyráběny a byly používány k výuce ptáků zpívat. Tyto malinké flažolety měly, stejně jako francouzské flažolety, čtyři prstové dírky vpředu a dvě palcové dírky vzadu.
Počet klapek u francouzských flažoletů byl od žádné až po sedm, výjimku tvořil francouzský flažolet s Boehmovým systémem vyrobený Buffetem Cramponem, který měl třináct klapek. Uspořádání otvorů na flažoletů se lišil od irské píšťalky nebo zobcové flétny. Zatímco základní stupnice u píšťalky je D-E-Fis-G-A-H-Cis-d, u flažoletu je to D-E-F-G-A-C-d. Vidličkové prstoklady nebo doplňující klapky byly nutné pro zahrání plné chromatiky.
Na konci 18. a začátku 19. století začali někteří angličtí výrobci hudebních nástrojů vyrábět flažolety se šesti prstovými dírkami vpředu. Tyto nástroje byly nazývány „anglické flažolety“ a časem se začaly vyrábět z kovu, tak jako irské píšťalky. Počet dodatečných klapek byl mezi žádnou až šesti. Některé byly vyráběny s výměnným horními díly, což dovolovalo hrát na flažolet stejne jako na flétnu či pikolu.
Anglický výrobce William Bainbridge si okolo roku 1810 nechal patentovat dvojitý flažolet , který se skládal z dvou anglických flažoletů spojených dohromady, takže hráč mohl doprovázet vlastní hru. Vyrobil také trojitý flažolet se třetí, dronovou, píšťalou, která měla prstoklad podobný okaríně.
Flažolet byl postupně nahrazen tzv. irskou píšťalkou a dnes se na něj hraje jen výjimečně. Nicméně jde o hudební nástroj, na který je snadné hrát a vyznačující se jemnou, měkkou barvou tónu. Jeho rozsah jsou přibližně dvě oktávy.
Flažolet se skládá z několika částí: náústku ze slonové kosti; vzduchový kanálek má postupně rozšiřující část, která vede do soudku. Soudek obsahuje zobec a dohromady utváří vzduchový kanálek, který směruje proud vzduchu do zvukového výřezu a na jazýček, o který se proud rozdělí a vzniká zvuk. A nakonec je zde tělo (nebo těla, v případě dvojitého či trojitého flažoletu), které obsahuje prstové dírky a klapky. Náústek, vzduchový kanálek a soudek se nepodílí na tvorbě zvuku a na nástroj může být hráno i když tyto části chybí.

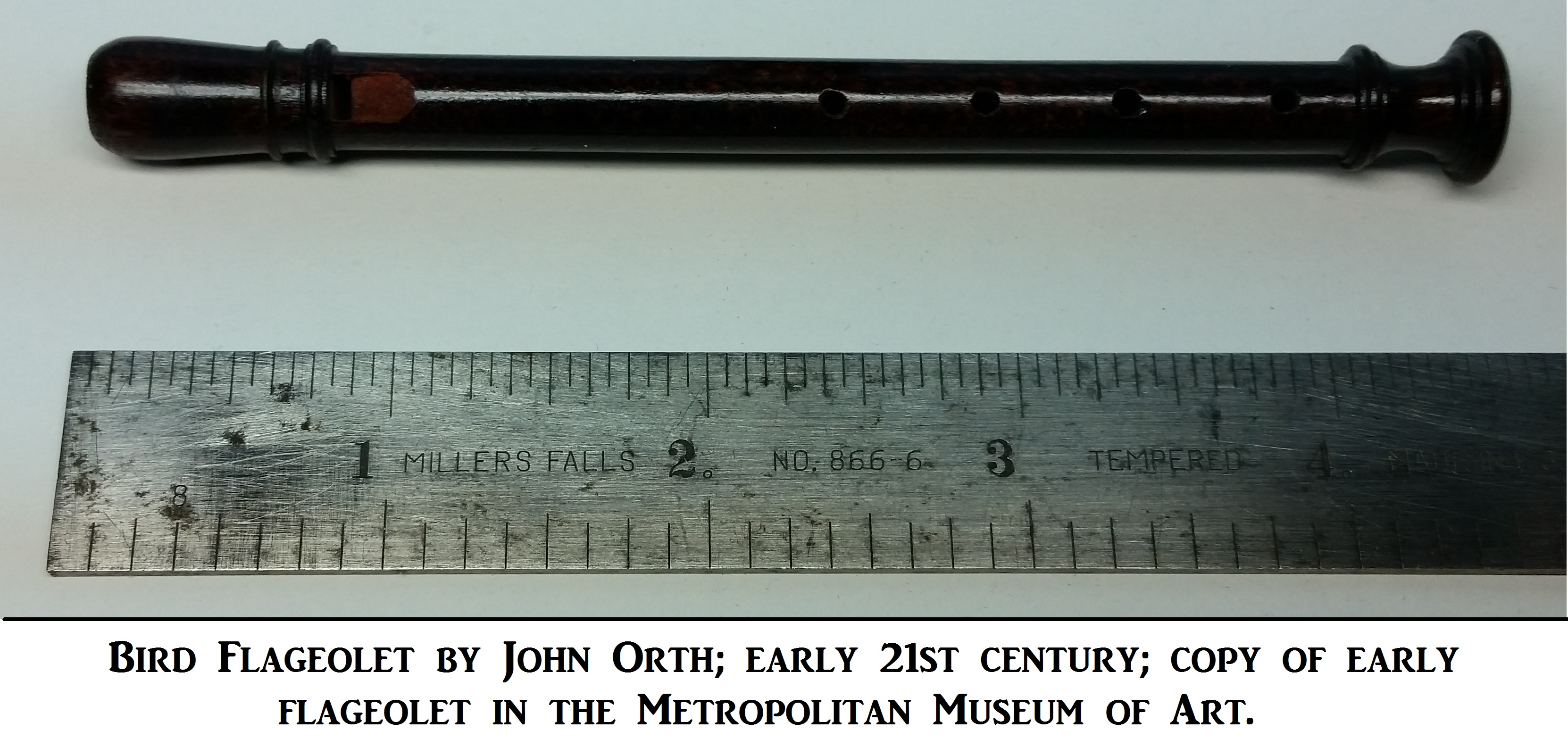
Ptačí flažolet

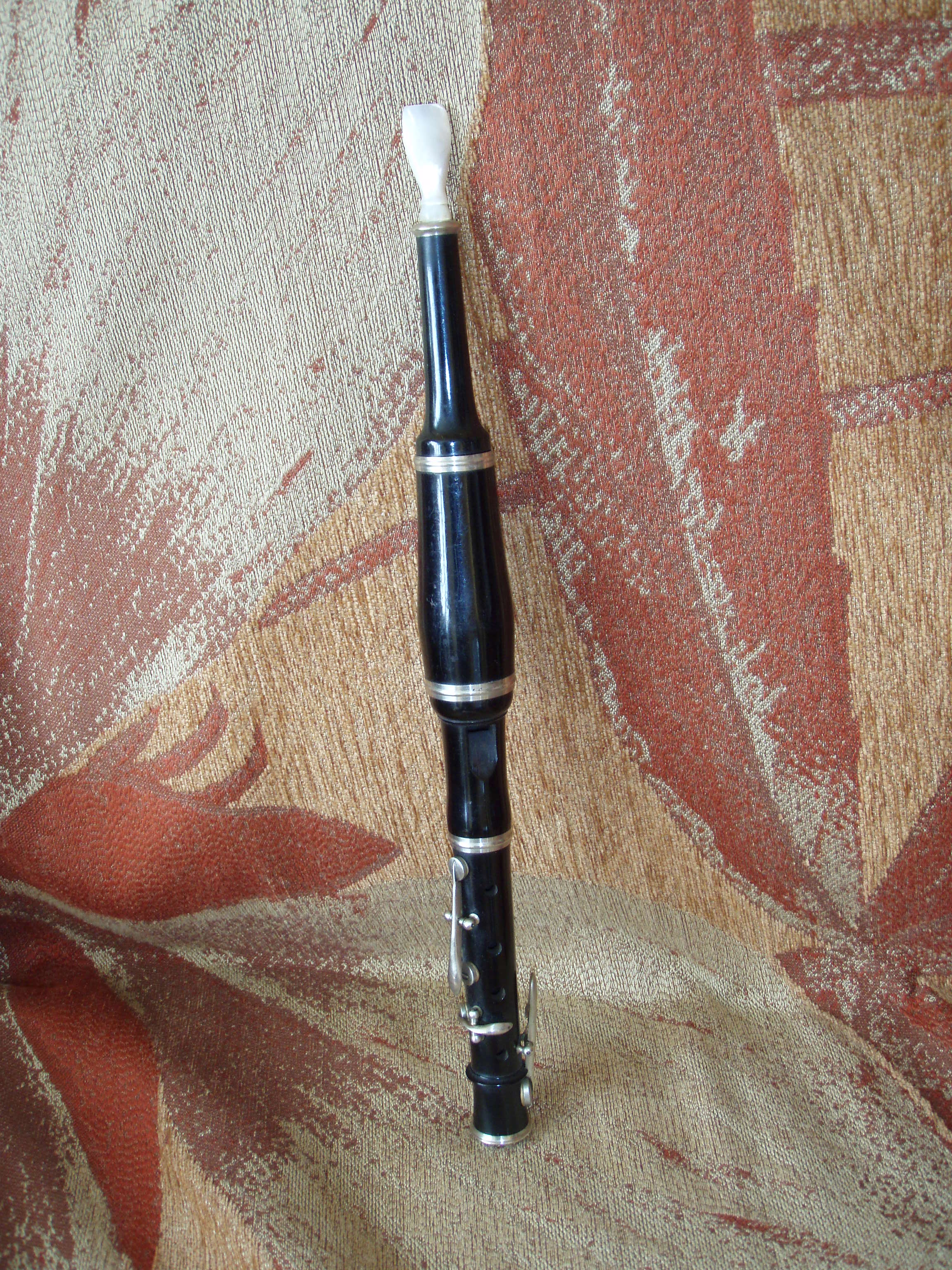
anglický flažolet z 19. století

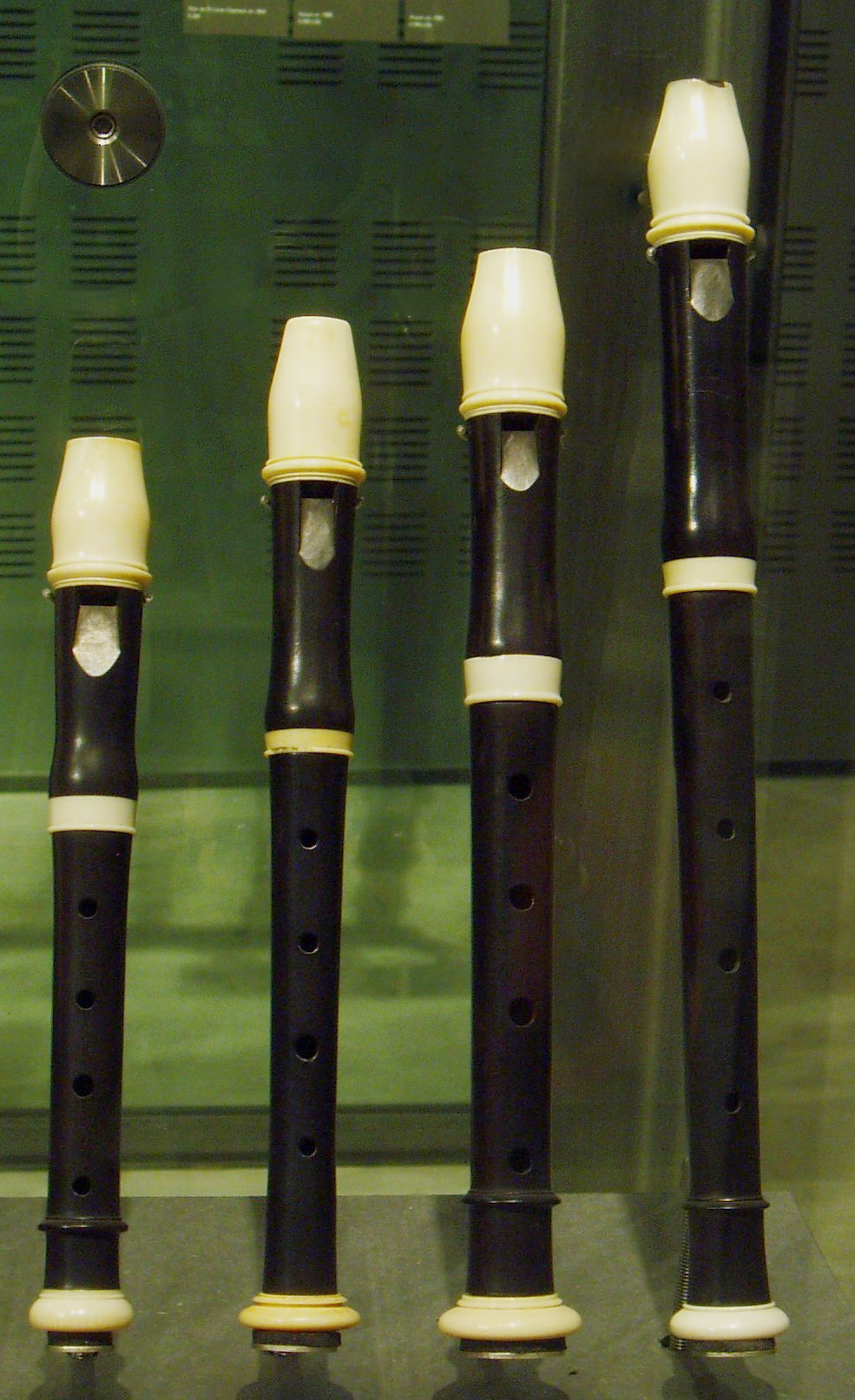
francouzské flažolety - Musée de la musique, Paříž